# Zale terrosa
Zale terrosa är en fjärilsart som beskrevs av Achille Guenée 1852. Zale terrosa ingår i släktet Zale och familjen nattflyn. Inga underarter finns listade i Catalogue of Life.